# 道標 東京湾臨海署安積班
『道標 東京湾臨海署安積班』（どうひょう とうきょうわんりんかいしょあずみはん）は、今野敏著の警察小説シリーズ「安積班シリーズ」の1作で、2017年11月30日に発売された短編集。

## 概要
安積の警察学校時代、交番勤務時代、刑事になりたての頃の話をはじめ、安積班刑事の過去などを取り上げた内容となっている。

## あらすじ
「初任教養」
安積の警察学校時代の物語。同期の「私」という人物が語り手を担当する。
「捕り物」
安積の交番勤務時代を描いた作品。この当時の安積は、中央署地域課の所属であった。
「熾火」
安積が刑事になりたての頃を描いた作品。舞台は目黒署。
「最優先」
東京湾臨海署が「ベイエリア分署」と言われていたころの物語。鑑識係係長・石倉の視点で描かれる。安積の要件をなぜ最優先で引き受けるようになったかがこのエピソードで明らかになる。
「視野」
安積が臨海署刑事課強行犯係長に赴任してきたばかりを描いた作品。当時臨海署強行犯係に在籍した大橋武夫巡査の視点で物語が進む。「最優先」を安積たちの側から描いた作品でもある。
「消失」
村雨は、同じ部長刑事である須田に苦々しい思いを抱いていた。刑事としては太り過ぎで動作ものろいためであった。だが、村雨は須田の思いがけない能力を知ることとなる。
「みぎわ」
須田の同期・水野が加入してからの安積班の物語。臨海署管内で強盗傷害事件が発生し、被疑者は自宅に戻ったことが明らかになる。桜井はすぐに逮捕するべきと主張するが、村雨はそれに反対する。安積は、かつてまったく同じような事件を目黒署時代に経験したことを思い出す。
「不屈」
水野は、東報新聞記者の山口友紀子とイタリアンレストランにやって来る。水野は友紀子に同期である須田のことを話す。そして「私はいつしか、須田くんに敵わないと思うようになっていたの」と打ち明ける。警察学校時代から成績優秀だった水野が、なぜ須田に敵わないと思うようになったのか。そこには、須田の警察学校時代に起きたある出来事があった。
「係長代理」
安積が一か月の研修で不在となり、村雨が係長代理を務める。安積の代理を務めることがどれほど大変な事か、村雨はそれを感じていた。
「家族」
臨海署管内で強盗傷害事件が発生。安積は娘・涼子と食事の約束をしていたが…。

## 登場人物

### 東京湾臨海署
安積剛志（あずみ つよし）
刑事課強行犯第一係の係長で、階級は警部補。離婚歴があり、別れた妻との間に娘・涼子がいる。
警察学校時代からエネルギッシュな人物であり、交番勤務時代も刑事になるため日々業務に懸命にこなし、目黒署に刑事として配属される。目黒署では師匠的存在の三国俊治（後述）と共に教務にあたり、彼の厳しい指導のもとで刑事としての頭角を現すようになる。
村雨秋彦（むらさめ あきひこ）
巡査部長。係では唯一の妻子持ち。
須田三郎（すだ さぶろう）
巡査部長。安積を「チョウさん」と呼んでいたが、同期である水野の加入後は「ハンチョウ」と呼び、その後は他のメンバーと同じように「係長」と呼んでいる。恰幅のいい体系で刑事とは思えないような見た目だが、鋭い洞察力を持つ。
水野真帆（みずの まほ）
須田の同期で『烈日』の「新顔」より安積班に加入した部長刑事（巡査部長）。前部署は鑑識。警察学校時代から成績優秀だったが、須田には敵わないという意識を持っている。
黒木和也（くろき かずや）
巡査で、須田とコンビを組む。精悍なアスリートのような外見の持ち主。口数は少なめ。
桜井太一郎（さくらい たいちろう）
巡査。安積班で最も若い刑事。村雨の指導を受けている。
石倉進（いしくら すすむ）
刑事課鑑識係の係長。安積と出会った当時はいい印象を抱いていなかったが、ある出来事を期に認識を改め、どんなに忙しくても安積の要件を一番優先して引き受ける。

### 警視庁交通機動隊
速水直樹（はやみ なおき）
警視庁交通機動隊小隊長。安積とは同期で、署の内部事情に精通している。警察学校時代の安積をなにかと心配するなど、安積を放っておけない様子を見せている。

### 警察学校時代の同期
語り手
「私」と表記される人物で、最後まで名前は明かされない。
内川靖（うちかわ やすし）
安積の警察学校時代の同期生で、同じ班に所属していた。班全体の足を引っ張っているという意識から警察学校をやめると言い出すが、安積の必死の説得で思いとどまり、内面の弱さを克服、無事に警察学校を卒業する。

### その他の登場人物
三国俊治（みくに としはる）
初登場は『最前線』の「夕映え」で、この当時は目黒署ではなく大井署の所属だった。この時は翌年に定年を迎える部長刑事であったが、本作は新米刑事だった安積に刑事のイロハを徹底的に叩き込む師匠として描かれる。
大橋武夫（おおはし たけお）
「二重標的」「虚構の殺人者」「硝子の殺人者」当時の安積班刑事で、年齢は桜井の一つ上。自分から感情を出すことに罪悪感を感じているような無口な男で、この当時は村雨の指導を受けていた。臨海署から上野署に異動し、『最前線』の表題作では、竹ノ塚署刑事として成長した彼の姿を見ることができる。
山口友紀子（やまぐち ゆきこ）
東報新聞記者で、安積とは仕事上で長い付き合いがある。仕事上だけでなく、安積班の個々人に興味を持つ。

## 書籍情報
- 単行本：2017年11月30日発売、角川春樹事務所、ISBN 978-4-75841314-5[1]
- 文庫本：2020年3月14日発売、ハルキ文庫、ISBN 978-4-75844327-2[2]